# Adelaide Ferreira
Maria Adelaide Mengas Matafome Ferreira, född 23 september 1959 i Minde, Alacena, är en portugisisk rocksångerska, låtskrivare och skådespelerska.
Ferreira singeldebuterade 1978 med Meu Amor Vamos Conversar os Dois. På hennes andra singel, Espero por ti (1980), medverkade sångaren Paulo de Carvalho. Hon fick sitt genombrott med rocklåten Baby Suicida 1981, som blev en stor hit. Hon gav därefter ut singlarna Bichos (1981) och Não Não Não (1983). Hon deltog i den portugisiska uttagningen (Festival da Canção) till Eurovision Song Contest 1984 med låten Quero-Te, Choro-Te, Odeio-Te, Adoro-Te och hamnade på en femteplats. Samma år deltog hon i musikfestivalen OTI, som hölls i Mexiko, med låten Vem No Meu Sonho och kom på andraplats. Hon återkom till Festival da Canção året därpå med balladen Penso Em Ti (Eu Sei) och vann. I Eurovision Song Contest samma år hamnade hon på artonde plats med nio poäng. Hon gav ut sitt debutalbum Entre Um Coco e Um Adeus 1986. 
Ferreira är även skådespelare och medverkade i José Fonseca e Costas film Kilas o Mau da Fita. Hon har därefter haft roller i flera TV-serier.

## Diskografi
- Entre Um Coco e Um Adeus (1986)
- Amantes Imortais (1989)
- O Realizador está Louco (1996)
- Só Baladas (1998)
- Sentidos (2000)
- Mais Forte que a Paixão (2006)
- O Melhor de Adelaide Ferreira (2008)
- Colecção Grandes Êxitos (2011)
- Esqueco-me de te Esquecer (2011)

## TV-serier
- Alves dos Reis (2000)
- Um Estranho em Casa (2001)
- Tudo por Amor (2002)
- Morangos com Açúcar (2003)
- Podia Acabar o Mundo (2008-2009)